# Пригородный (Кемеровская область)
При́городный — посёлок в Кемеровском районе Кемеровской области. Входит в состав Ясногорского сельского поселения.

## География
Центральная часть населённого пункта расположена на высоте 149 метров над уровнем моря.

## История
В 1964 г. Указом Президиума ВС РСФСР поселок фермы № 3 совхоза «Мазуровский» переименован в Пригородный.

## Население
| 2010 |
| ---- |
| 2387 |